# A Guerra das Imaginações
A Guerra das Imaginações é um livro de ficção do roteirista e escritor brasileiro Doc Comparato, publicado em 1997 pela Editora Rocco. Foi o primeiro romance do autor, que é reconhecido por seus trabalhos como roteirista de Cinema, Teatro e Televisão e pela obra Da Criação ao Roteiro.

## Sinopse
A Guerra das Imaginações é uma obra de ficção, mas baseada em eventos históricos. Nela Doc Comparato situa o leitor no período do Descobrimento do Brasil, por volta do ano de 1500. Por um lado, as descobertas teológicas. Por outro, o conhecimento de um novo mundo, localizado durante as navegações ibéricas, e o florescer artístico com Michelangelo.
A trama se passa no Vaticano e parte da chegada de um emissário do rei de Portugal. Com ele vem uma mensagem secreta destinada ao papa Pio III que alimentará o jogo de poder na hierarquia eclesiástica (uma disputa com intrigas, tortura e até assassinato). Na mensagem, o anúncio da descoberta portuguesa de novas terras ao sul das Índias, encontradas por Cristóvão Colombo. Na visão dos navegadores, esse território recém-descoberto é o Paraíso Terrestre. 
A teoria levanta uma questão: se o Éden existe na Terra, para quê servem santos, o Vaticano, o Clero e a própria Igreja?

## Edições no Exterior
- 1998[2][3]

1. La Guerra de las Imaginaciones. México, Ed. Planeta.
2. A Guerra das Imaginações. Portugal: Ed. Pergaminho.
3. La Guerra de las Imaginaciones. Espanha: Ed. Planeta.
4. La Guerra De Las Imaginaciones. Argentina: Ed. Planeta.

- 2000[2][3] - Von der Entdeckung des Paradieses. Alemanha: Ed. Eichborn.
- 2002[2][3] - La Guerra delle Immaginazioni. Itália, Robin Edizioni.
- 2014 - Prisioners of Paradise (ebook english edition). Ed. Pix.